# Novi Bešinci
Novi Bešinci su naselje u Republici Hrvatskoj u Požeško-slavonskoj županiji, u sastavu općine Kaptol.

## Zemljopis
Novi Bešinci se nalaze istočno od Kaptola na cesti prema Kutjevu,  susjedna naselja su Bešinci na jugu te Vetovo na istoku.

## Stanovništvo
Prema popisu stanovništva iz 2001. godine Novi Bešinci su imali 105 stanovnika.
| broj stanovnika |       |       |       |       |       |       |       |       |       |       |       | 61    | 72    | 80    | 105   | 83    | 50    |
|                 | 1857. | 1869. | 1880. | 1890. | 1900. | 1910. | 1921. | 1931. | 1948. | 1953. | 1961. | 1971. | 1981. | 1991. | 2001. | 2011. | 2021. |